# Količín
Količín je vesnice v okrese Kroměříž ve Zlínském kraji, patřící pod město Holešov. Žije v ní 344 obyvatel. První písemné známky o Količínu jsou z roku 1348.

## Název
Jméno vesnice bylo odvozeno od osobního jména Kolicě (ve starší podobě Kolica), což byla domácká podoba jména Kolimír. Význam místního jména byl „Kolicův majetek“.

## Historie Količína
Obec byla před třicetiletou válkou významným sídlem českých bratří. Olomoucký biskup Ditrichštejn, jemuž patřily blízké Pravčice, nechtěl ve svém sousedství trpět České bratry. Proto se dorozuměl s majitelem Holešova, hrabětem Rottalem, jemuž po r. 1625 Količín připadl, a vyslali do Količína jezuity s četou dragounů, aby količínské násilím přinutili zříci se českobratrského učení. Lidé byli shromážděni do bratrského kostela a tam donuceni přijímat pod jednou. Zdráhající se byli v kostele zavřeni. Kostel pak byl náhodou či úmyslně zapálen. V kostele zahynuli mučednickou smrtí poslední čeští bratři z Količína.
Podobný osud stihl i osadu Lhotu Markovu, jež stávala mezi obcemi Rymice a Němčice. Ta již nebyla obnovena. O pozemky se rozdělily okolní obce.
Nynější obec Količín, která je přifařena a přiškolena do Rymic, byla znovu vystavěna r. 1776 na místě, které Rusava často zaplavovala. Tam, kde stával starý Količín, leží panské pole, na jehož hranici byla postavena snad tajným českým bratrem kaplička. K této kapličce byly v minulosti pořádány prosební průvody.

## Obyvatelstvo

### Struktura
Vývoj počtu obyvatel za celou obec i za jeho jednotlivé části uvádí tabulka níže, ve které se zobrazuje i příslušnost jednotlivých částí k obci či následné odtržení.
| Místní části   | Místní části | 1869 | 1880 | 1890 | 1900 | 1910 | 1921 | 1930 | 1950 | 1961 | 1970 | 1980 | 1991 | 2001 | 2011 |
| -------------- | ------------ | ---- | ---- | ---- | ---- | ---- | ---- | ---- | ---- | ---- | ---- | ---- | ---- | ---- | ---- |
| Počet obyvatel | část Količín | 354  | 405  | 433  | 433  | 424  | 462  | 655  | 443  | 445  | 421  | 370  | 356  | 356  | 347  |
| Počet domů     | část Količín | 52   | 60   | 64   | 66   | 69   | 72   | 107  | 110  | 113  | 111  | 112  | 125  | 122  | 130  |